# Christophe Cocard
Christophe Cocard (født 23. november 1967 i Bernay, Frankrig) er en fransk tidligere fodboldspiller, der spillede som midtbanespiller. Han var på klubplan tilknyttet Auxerre og Olympique Lyon i hjemlandet, samt skotske Kilmarnock. Med Auxerre var han med til at vinde både det franske mesterskab, og to Coupe de France-titler.
Cocard blev desuden noteret for ni kampe og én scoring for Frankrigs landshold. Han deltog ved EM i 1992 i Sverige.

## Titler
Ligue 1
- 1996 med AJ Auxerre

Coupe de France
- 1994 og 1996 med AJ Auxerre